# Deromyia fuscipennis
Deromyia fuscipennis är en tvåvingeart som först beskrevs av Blanchard 1852.  Deromyia fuscipennis ingår i släktet Deromyia och familjen rovflugor. Inga underarter finns listade i Catalogue of Life.